# قورتلوجه سفلی (خداآفرین)
قورتلوجه سفلی یکی از روستاهای استان آذربایجان شرقی است که در دهستان گرمادوز شرقی بخش گرمادوز شهرستان خداآفرین واقع شده‌است.